# Wendel Stier
Wendel Stier (* um 1535; † Dezember 1572 in Gemmingen), genannt Stier von Ilsfeld war ein Räuber und Mörder des 16. Jahrhunderts. Mehrere Exponate aus seinem Besitz befanden sich noch im 18. Jahrhundert in der Stuttgarter Rüstkammer, heute sind im Landesmuseum noch zwei seiner Masken erhalten.

## Leben
Er wurde um 1535 geboren und kam mit der Familie um 1540 nach Ilsfeld. 1565 beging er einen Mord in Winzerhausen. Nachdem er gefasst worden war, wurde er im Dezember 1572 in Gemmingen hingerichtet.
Neun seiner Schuss- und Schutzwaffen gelangten in die Rüstkammer nach Stuttgart, wo sie 1736 noch beschrieben wurden. Während ein halber Brustpanzer, zwei Oberschenkelschützer und vier Büchsen heute verloren sind, haben sich im Bestand des Württembergischen Landesmuseums noch zwei eiserne Masken (Inv. Nr. KK hellgelb 29 und 30) erhalten.
Der Mord in Winzerhausen ist die einzig urkundlich belegte Tat Stiers. In der Beschreibung seiner Waffen von 1736 wird jedoch auch berichtet, er habe unter Folter dreyhundert und noch mehr Morde gestanden.